# حكم الأقلية
حكم الأقلية أو الأوليغاركية أو الأوليغارشية (بالإنجليزية: Oligarchy) هي شكل من أشكال الحكم بحيث تكون السلطة السياسية محصورة بيد فئة صغيرة من المجتمع تتميز بالمال أو النسب أو السلطة العسكرية. الكلمة «أوليغاركية» مشتقة من الكلمة اليونانية(ὀλιγαρχία، نقحرة: أوليغارخيا). وغالبًا ما تكون الأنظمة والدول الأوليغاركية مسيطر عليها من قبل عائلات نافذة معدودة تورث النفوذ والقوة من جيل لآخر.
وقد كان أفلاطون هو أول من أشار إلى حكم الأوليغاركية وذلك في كتابه «الجمهورية» حيث قسم أنظمة الحكم إلى: الدولة المثالية «جمهوريته» ثم الدولة الديمقراطية ثم الأوليغاركية ثم عاد في كتابه «السياسة» وقدم تقسيما أنضج وأوضح هو من ستة أنواع: منها ثلاثة تتقيد وتحترم القانون وثلاثة لا تلتزم بالقانون ومنها حكم الأوليغاركية.
وجاء أرسطو بعد أفلاطون وقدم مزيدا من التفاصيل لمواصفات حكم القلة فقال أنها تشترط نصابا مالياً معيناً في الذي يتمتع بصفة المواطن. وأضاف أرسطو أن نوع الحكم يتوقف على الثروة والملكية، ويتوقف مدى اتساع الحكومة الأوليغاركية على مدى اتساع طبقة أصحاب الأملاك. وبهذا يكون أرسطو قد مهّد لاستخدام هذا المصطلح كمرادف لحكم الأثرياء أو البلوتوقراطية، إلا أن الأوليغاركية لا تعني دائماً حكم القلة الأثرياء، وإنما هي مصطلح أوسع يشمل أيضاً أي ميزة أخرى غير الثراء.
وفي رأي أرسطو أن الأوليغاركية تنتهي دائماً بحكم الطغيان وتصبح مشكلتها الرئيسية هي الاستئثار بالسلطة. ويستخدم هذا التعبير في العصر الحديث لوصف الحكومات التي تعتمد على نفوذ أجنبي، أو التي ليس لها رصيد جماهيري بحيث تعتمد على دوائر التأثير في السلطة مثل رجال المال أو الصناعة.
اهم مثال عن حكم أوليغارشية هو نظام الحكم في سوريا في عهد عائلة الأسد.

## أمثلة من التاريخ المعاصر

### الولايات المتحدة الأمريكية
بعض الكتاب المعاصرين يرون الحكومة الأمريكية في شكلها الحالي بأنها حكومة أوليغاركية في الطبيعة. وقد رأى سايمون جونسون أن إعادة تشكيل النظام الأوليغاركي المالي في أمريكا هو أمر قد حدث بالفعل." أيضا فإن جيفري وينتر يقول إنه "يمكن للأوليغاركية والديمقراطية أن تعملا ضمن نظام واحد، والنظام الأمريكي هو مثال حي لتفاعل هذين العاملين". يعارض هذا الرأي العديد من الاقتصاديين أمثال بيرني ساندرز الذي ارتأى أن "الطبقة العلوية من العائلات الثرية تعقد العزم على تدمير الرؤية الديمقراطية للطبقة المتوسطة التي جعلت الولايات المتحدة في موضع حسد من العالم. إنهم مصممون على خلق الأوليغاركية يشارك فيها عدد قليل من العائلات للسيطرة على الحياة الاقتصادية والسياسية في الولايات المتحدة". وقد اتضح أن معظم القيادات السياسية الصناعية والمالية في الولايات المتحدة الأمريكية يسود على طواقمها أفراد من خريجي جامعتي هارفارد وييل، فعلى سبيل للمثال جميع الأعضاء التسعة في المحكمة الدستورية العليا الحالية هم من خريجي كليات الحقوق في جامعة هارفارد أو ييل!.

### الاتحاد السوفييتي
مثال آخر عن حكم الأقلية كان في الاتحاد السوفياتي السابق حيث سُمِحَ فقط لأعضاء الحزب الشيوعي في التصويت أو شغل المناصب.